# Concordat de Fontainebleau

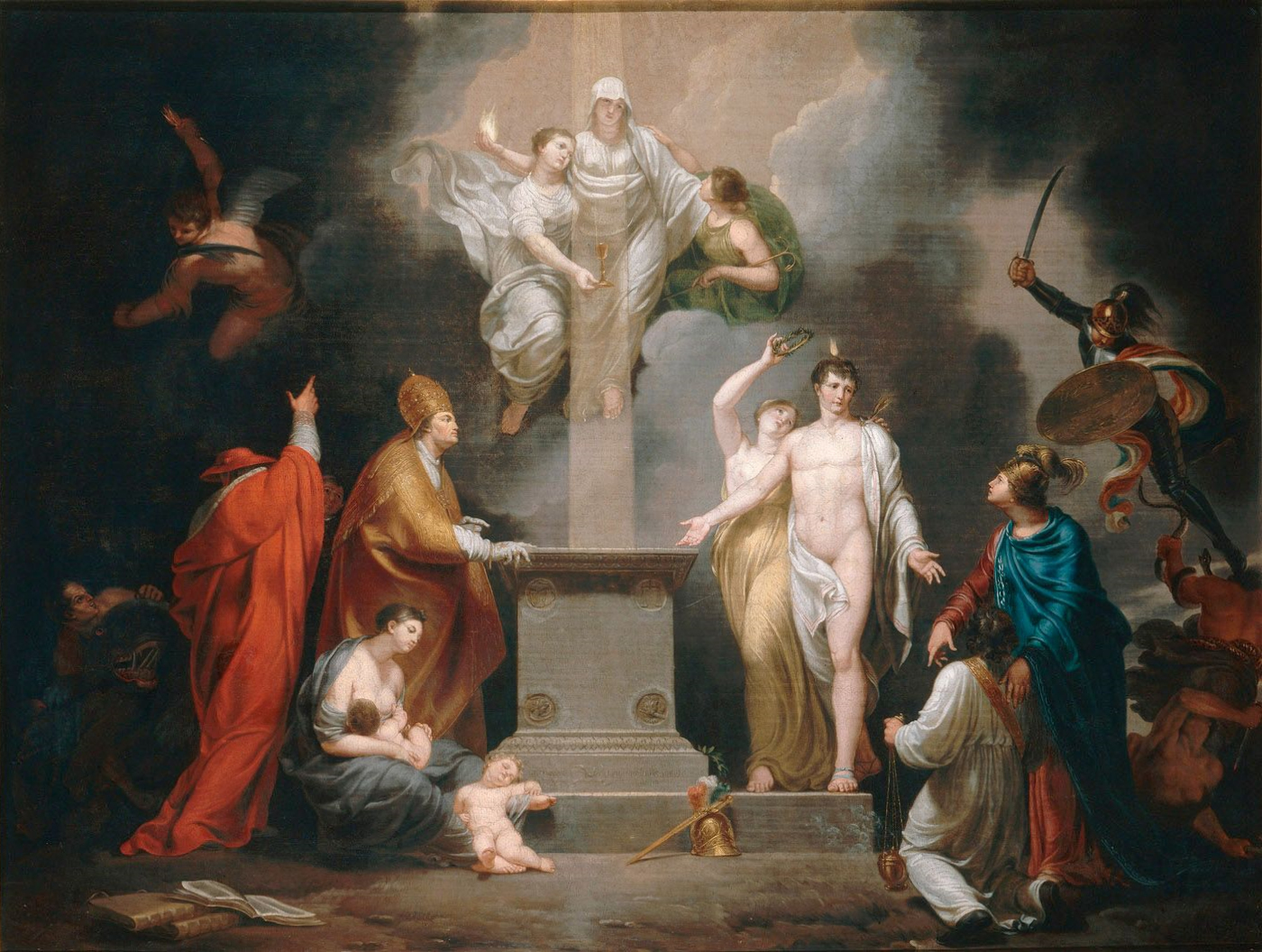
Allégorie du Concordat de 1801 par François.

Ce qu'on appelle le concordat de Fontainebleau est un pseudo-traité entre le Saint-Siège de Pie VII et l’Empire français de Napoléon Ier signé à Fontainebleau, le 25 janvier 1813 et promulgué le 13 février 1813. Prisonnier de l'empereur, Pie VII apposa sa signature à un texte qu'on lui imposait. Le 24 mars, il informa l'empereur qu'il ne pouvait plus donner son accord.

## Contexte

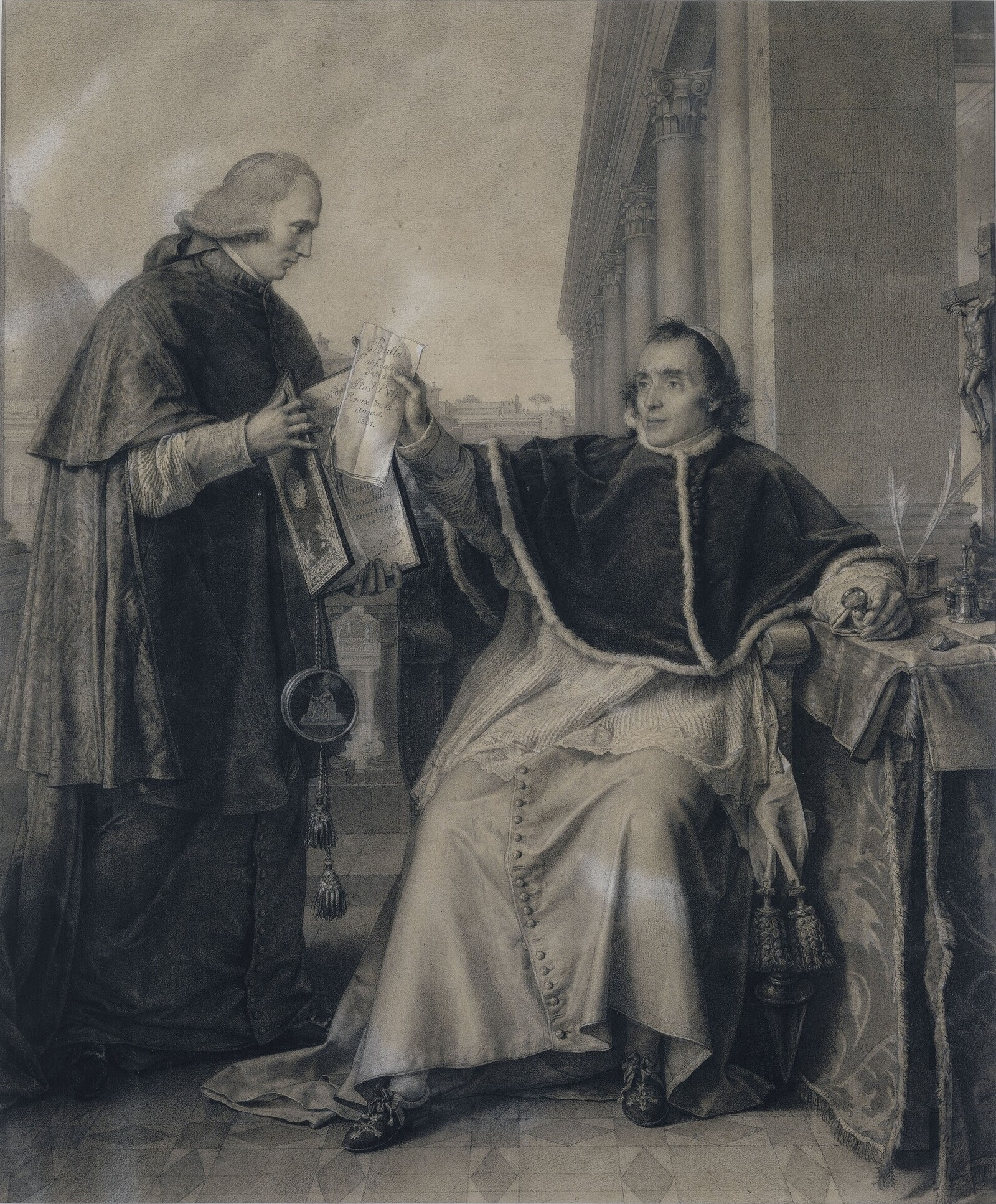
Pie VII signant le concordat de 1801.

Napoléon désirant obtenir la pacification religieuse de la France, le concordat de 1801 avait été signé le 26 messidor an IX à minuit, entre Joseph Bonaparte, frère du Premier consul, l’administrateur Emmanuel Crétet et le cardinal Consalvi, secrétaire d’État et représentant du pape Pie VII. Un mois plus tard, le 15 août 1801, le pape ratifiait le texte, avec la bulle Ecclesia Christi.
À peine le Concordat fut-il signé que 77 articles organiques, stipulant notamment que « les papes ne peuvent déposer les souverains ni délier leurs sujets de leur obligation de fidélité, que les décisions des conciles œcuméniques priment sur les décisions pontificales, que le pape doit respecter les pratiques nationales, qu’il ne dispose enfin d’aucune infaillibilité » lui furent annexés. Le ministre des Cultes devait, en outre, donner son accord à la publication des bulles et des conciles. La réunion des synodes diocésains et la création de séminaires étaient également soumises à son aval. La promulgation unilatérale de ces articles, le 18 avril 1802, tendant à faire de l’Église de France une Église nationale aussi peu dépendante de Rome que possible et soumise au pouvoir civil, fut considérée par le Saint-Siège comme arbitraire. Ne pouvant accepter la subordination de l’Église de France à l’État, Pie VII protesta, par l’intermédiaire de son légat à Paris, le cardinal Caprara, de Cacault, ministre de France près du Saint-Siège, et de son secrétaire d’État Consalvi. Lui-même, dans le consistoire du 21 mai 1802, après avoir fait l’éloge du pacte conclu entre l’Église et la France, se plaignit ouvertement de l’ajout des articles organiques au Concordat, considérant cette addition comme une violation du traité qu’il avait signé. Plus tard, lorsqu’il se décida, malgré l’opposition de la majeure partie du Sacré-Collège, à aller sacrer Napoléon, il espérait obtenir l’abolition ou la modification de ces articles regrettables, ce que Napoléon, pour l’attirer à Paris et vaincre ses perplexités, lui avait vaguement laissé espérer, mais il revint à Rome sans avoir rien obtenu.

## Processus

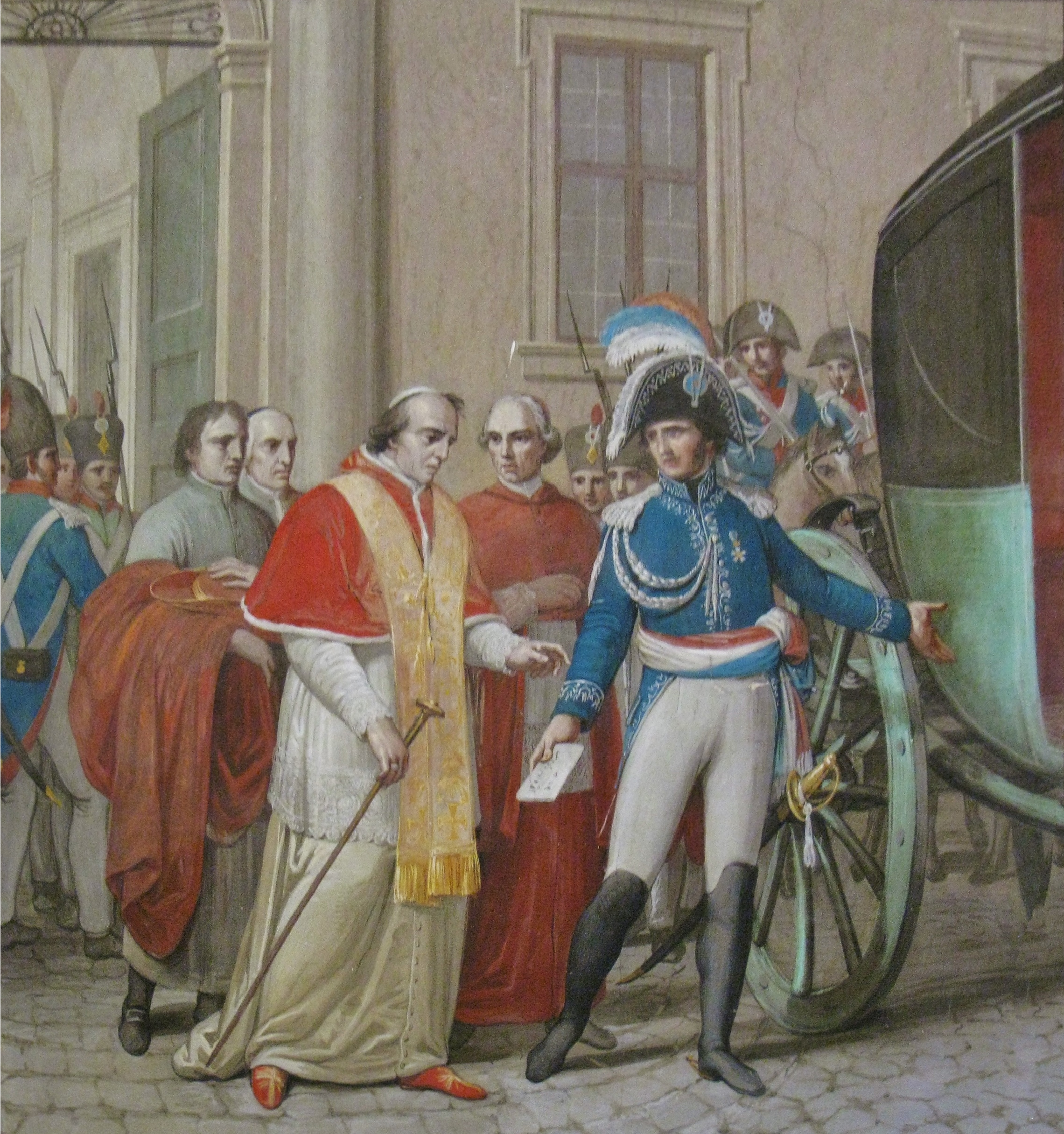
Arrestation de Pie VII par le général Radet.

En 1806, l’hostilité monte d’un cran entre Napoléon et Pie VII : le premier veut inclure les États pontificaux dans son alliance continentale contre l’Angleterre. Devant le refus catégorique du pape d’adhérer au blocus continental, la ville de Rome est occupée militairement, le 2 février 1808 et les États pontificaux annexés à l’Empire, le 17 mai 1809. Pie VII ayant répliqué, le 10 juin 1809, par la bulle d’excommunication Quum memoranda (en), le général Radet, dans la nuit du 5 au 6 juillet, le fait prisonnier. 
Emmené en captivité en France, le pape Pie VII arrive au château de Fontainebleau le 20 juin 1812, où Napoléon l’a fait transférer en secret, avant son départ pour la Russie. Dans la soirée du 25 janvier 1813, après six jours d’entrevue avec l’Empereur, vaincu par son opiniâtreté, Pie VII consent à signer le « concordat de Fontainebleau », par lequel il abdique sa souveraineté temporelle et une partie de son autorité spirituelle, et consent à venir résider en France, avec une restriction : il demanda, pour que cette convention fût définitive, son approbation préalable par son conseil naturel, le collège des cardinaux, restriction acceptée par Napoléon.

## Dispositions

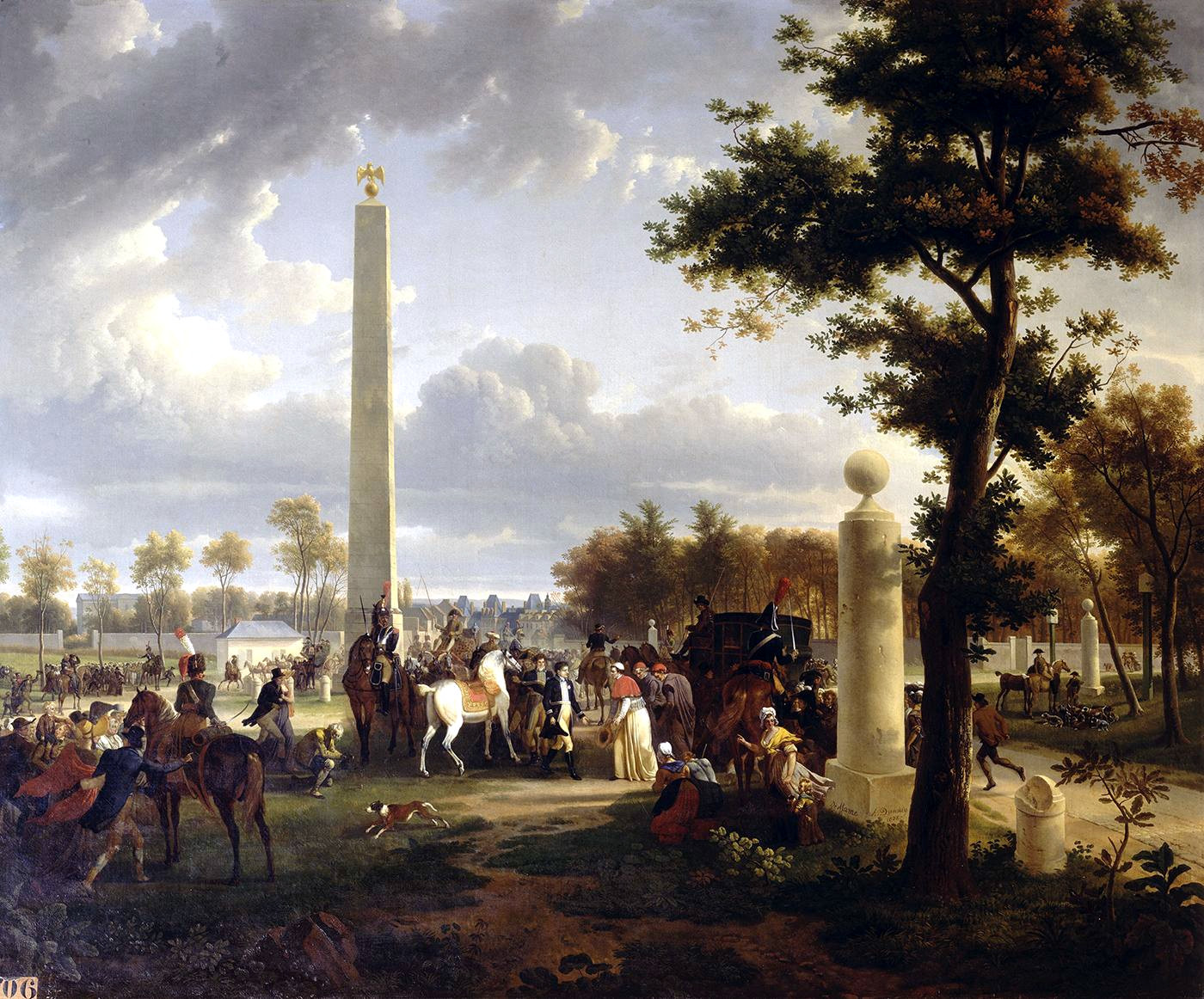
Entrevue de Napoléon et du pape Pie VII en forêt de Fontainebleau.

Dans la teneur du traité, il est clairement exprimé qu’il s’agit non d’un concordat, mais « d’articles devant servir de base à un arrangement définitif ». Ce texte comprend 11 articles. Il était réglé que Sa Sainteté exercerait le pontificat comme par le passé (art. 1) ; que les ambassadeurs pontificaux seraient assimilés aux autres ambassadeurs (art. 2) ; que les domaines possédés par le Saint-Père et non aliénés seraient exempts d’impôts, que les biens aliénés seraient remplacés jusqu’à concurrence de 2 millions de revenu (art. 3) ; que le Pape donnerait l’investiture canonique aux évêques nommés par l'empereur  dans les six mois qui suivraient la notification de la nomination ; que, ce délai passé, l’investiture canonique serait donnée par le métropolitain ou, à son défaut, par l’évêque le plus ancien, chargés d’ailleurs de l’information préalable (art. 4) ; que le Pape nommerait à dix évêchés (art. 5) ; que les six évêchés suburbicaires seraient rétablis et seraient à la nomination du Pape (art. 6) ; que les évêques des États romains absents de leurs diocèses pourraient être nommés évêques in partibus et recevoir une pension (art. 7) ; qu’il y aurait entente pour la réduction des évêchés de la Toscane, du pays de Gênes, de la Hollande et des départements hanséatiques ; que la propagande, la pénitencerie et les archives seraient établies dans le lieu et séjour du Pape (art. 7) ; que le pardon était accordé à tous (art. 10), et que I’Empereur promettait de protéger la religion (art. 11).

## Application
Ce nouveau concordat aussitôt signé, l’Empereur s’empressa de l’inscrire dans le Bulletin des lois de l’Empire. Il fut promulgué comme loi de l’Empire le 13 février 1813 et le 25 mai 1813 fut porté un décret pour l’exécution de ce concordat. Par là même, ce concordat devenait obligatoire pour tous. Napoléon dicta à son ministre des Cultes les instructions les plus détaillées pour l’exécution immédiate de la convention et porter cet évènement à la connaissance des fidèles par un Te Deum.

## Désaveu

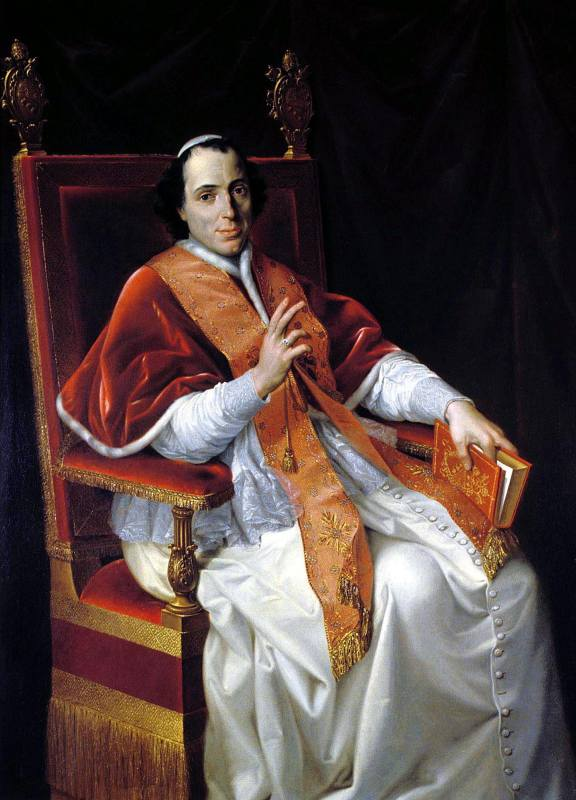
Pie VII par Antonio Canova.

Néanmoins, deux mois plus tard, soutenu par les cardinaux Consalvi et Pacca, Pie VII se ressaisit et rétracte formellement, dans une lettre envoyée à l’Empereur le 24 mars 1813, sa signature qu’il avait concédée sous la contrainte psychologique. Le pape est aussitôt de nouveau traité en prisonnier d’État. Napoléon entreprend alors des contacts directs avec son prisonnier, alternant les flatteries et les menaces. Très observateur, le pontife, qui cernait désormais parfaitement le jeu impérial, lui dit, pour toute réponse : « Commediante… Tragediante… » (« Comédien… Tragédien… »).

## Abandon
Les dispositions de ce texte ne légitimaient pas le coup de force et n’abolissaient pas le Concordat de 1801. Ainsi, un des premiers actes de Napoléon, pendant les Cent-Jours, de retour d’Elbe, sera de réparer son geste en s’adressant, par l’entremise de son ministre des Affaires étrangères, le duc de Caulaincourt, au Saint-Père pour le remercier d’avoir conservé le Concordat de 1801 auquel il déclarait s’attacher plus que jamais. Le Concordat de 1801 resta donc, dans les faits, malgré la succession des régimes, en vigueur plus d’un siècle, jusqu’à son abrogation, en 1905, par la loi de séparation des Églises et de l’État.

## Sources
- Émile Sevestre, L’histoire, le texte et la destinée du Concordat de 1801, Paris, P. Lethielleux, 1905 (réimpr. Forgotten Books, 2017), xxiv, 702, 23 cm (ISBN 978-0-243-34936-4, lire en ligne), p. 49-70.